# 京代尼鄉
44°13′N 23°55′E / 44.217°N 23.917°E
京代尼鄉（羅馬尼亞語：Comuna Ghindeni, Dolj），是羅馬尼亞的鄉份，位於該國西南部，由多爾日縣負責管轄，面積29平方公里，海拔高度158米，2007年人口1,802，人口密度每平方公里61人。